# 柳溥
柳溥，南直隶安慶府懷寧縣（今安徽省安慶市）人，明朝军事将领。安遠侯。
因其父柳升征越南时不听劝谏兵败身亡，柳溥几乎不能袭其爵位。初掌中军都督府事，后出镇守广西。其廉洁谨慎，但无大将谋略，当地瑶族、僮族相互作乱，柳溥先後討斬大藤峽叛乱，后攻破柳州、思恩諸寨，但寇乱仍然如故。景泰初年，因为土木之变后兵事亟急，柳溥入召掌管右军都督府事，总督神机营。景泰五年（1454年）二月，升太子太傅、安远侯柳溥为太子太师，佩征蛮将军印，充总兵官，复镇守广西。天顺初年，召还在宣府、大同组织防御，后累升为太傅。陝西有警，命佩平虜大將軍印往禦，但其閉壁不出，只取数十首级报捷，后被弹劾閑住。后再次启用掌管神机营。死后，謚武肅。